# Kristina Reztsova
Kristina Leonidovna Reztsova (Russisch: Кристина Леонидовна Резцова) (Moskou, 27 april 1996) is een Russisch biatlete.

## Carrière
Reztsova's moeder Anfisa Reztsova was ook een biatlete en langlaufster. Ook Kristina's zus Darja Virolajnen is actief in het biatlon. Ze maakte haar wereldbekerdebuut in het seizoen 2017/18 waar ze geen punten wist te scoren. Het volgende seizoen was ze niet actief in de wereldbeker, ze keerde terug in het seizoen 2019/20 waar ze 58e werd in de eindstand. Het seizoen erop was ze wederom niet actief in de wereldbeker maar in 2021/22 keerde ze terug.
Ze nam in 2022 voor het eerst deel aan de Olympische Winterspelen waar ze een zilveren en bronzen medaille won op de estafettenummers. Daarnaast werd ze vijfde op de massastart, zesde op de sprint en negende individueel.

## Resultaten

### Olympische Winterspelen
| Jaar | Plaats | Onderdeel   | Onderdeel | Onderdeel     | Onderdeel  | Onderdeel | Onderdeel          |
| Jaar | Plaats | Individueel | Sprint    | Achtervolging | Massastart | Estafette | Gemengde estafette |
| ---- | ------ | ----------- | --------- | ------------- | ---------- | --------- | ------------------ |
| 2022 | Peking | 9e          | 6e        | 26e           | 5e         | ↑         | ↑                  |

### Wereldbeker
Eindklasseringen
| Seizoen   | Algemeen | Individueel | Sprint | Achtervolging | Massastart |
| --------- | -------- | ----------- | ------ | ------------- | ---------- |
| 2017/2018 | –        | –           | –      | –             | –          |
| 2019/2020 | 58e      | 50e         | 64e    | 45e           | –          |
| 2021/2022 | 20e      | 18e         | 24e    | 24e           | 15e        |

Wereldbekerzeges
| Nr.       | Datum          | Plaats    | Onderdeel          |
| Estafette | Estafette      | Estafette | Estafette          |
| --------- | -------------- | --------- | ------------------ |
| 1.        | 8 januari 2022 | Oberhof   | Single-Mixed-Relay |